# 케빈 스피어타스
케빈 스피어타스(Kevin Spirtas, 1963년 7월 29일 ~ )는 미국의 배우, 텔레비전 배우, 스턴트 배우, 각본가이다.
세인트루이스에서 태어났다.

## 영화
- 앨바이노 팜 (2009년)
- 제이슨이었던 이름의 남자: 13일의 금요일 30년 (2009년) - 본인 역
- 악마의 변종 4 (1998년)
- 죽음보다 무서운 비밀 (1998년)
- 에로틱 다크니스 (1998년)
- 디파잉 그래버티 (1997년)
- 녹색 격자무늬 셔츠 (1996년)
- 악마의 변종 3 (1994년)
- 프렌즈 (1994년)
- 악마의 변종 2 (1993년)
- 13일의 금요일 7 - 새로운 살인 (1988년)
- 공포의 휴가길 2 (1985년)
- 더 영 앤 더 레스트리스 (1973년)
- 원 라이프 투 리브 (1968년)
- 우리 생애 나날들 (1965년)